# Eunidia bicolor
Eunidia bicolor là một loài bọ cánh cứng trong họ Cerambycidae.